# Без году неделя
«Без году́ неде́ля» — советская производственная комедийная мелодрама, поставленная на киностудии имени А. Довженко Николаем Засеевым-Руденко в 1982 году по заказу Гостелерадио СССР.

Сценарий написан по повести «Хроника одного летнего дня» писателя Виктора Черевкова.

## Сюжет
По окончании речного училища Насте Филимоновой за отличную учёбу присвоили квалификацию второго помощника капитана и направили в Киевское речное пароходство. Благодаря своему мужественному характеру и огромной силе воли, она начинает служить на новом грузовом судне «Славутич» у опытного «морского волка» Василия Артёмовича Яруги. Поначалу капитан не верил в способности Филимоновой управлять огромным судном с дорогостоящим грузом на борту и определил её в должности матроса. Но Настя, быстро доказав, что быть матросом ей под силу, стала помогать капитанской команде. Помимо своих прямых обязанностей, она организовала на судне самодеятельный ансамбль, тем самым покорив мужскую команду корабля вместе с капитаном. Но однажды во время запланированной стоянки, в то время как капитан с помощником отлучились по делам на берег, случился страшный шторм. Второму помощнику капитана Филимоновой пришлось проявить на деле талант судовождения в условиях непогоды, сохранив и судно, и груз.

## В ролях
- Николай Крючков — Василий Артёмович Яруга, капитан грузового судна «Славутич»
- Маргарита Сергеечева — Настя (Анастасия Андреевна) Филимонова
- Николай Рыбников — Иван Алексеевич Мищенко, зам. начальника речного управления
- Михаил Игнатов — Анатолий Бублик, кок грузового судна «Славутич»
- Анатолий Лукьяненко — Михаил Шульга, рулевой-моторист
- Николай Гудзь[укр.] — Николай Нестеренко, первый помощник капитана
- Георгий Дворников — Александр Степанов, электрик-радист
- Валентин Грудинин — моряк (нет в титрах)

## Съёмочная группа
- Авторы сценария — Роман Фурман, Виктор Черевков
- Режиссёр-постановщик — Николай Засеев-Руденко (в титрах Николай Засеев)
- Оператор-постановщик — Вадим Верещак
- Художник-постановщик — Григорий Павленко
- Композитор — Иван Карабиц
- Текст песен — Пётр Высоцкий
- Режиссёр — В. Хацкевич
- Оператор — И. Мамай
- Инструментальный ансамбль Государственного симфонического оркестра УССР под руководством дирижёра И. Карабица
- Директор картины — Сергей Чаленко

## Интересные факты
- В съёмках фильма был задействован настоящий пассажирский теплоход «Славутич» Киевского речного пароходства, переоборудованный для съёмок в грузовое судно.
- Несколько сцен из фильма снимались на побережье Кременчугского водохранилища,   в Запорожье и вблизи города Светловодск Кировоградской области, а также возле города Канев Черкасской области УССР[3].